# Hans-Gert Jahn
Hans-Gert Jahn (Dorfchemnitz, 21 de agosto de 1945) es un deportista de Alemania Oriental que compitió en biatlón. Ganó una medalla de bronce en el Campeonato Mundial de Biatlón de 1970, en la prueba por relevos.
Participó en los Juegos Olímpicos de Grenoble 1968, ocupando el sexto lugar en la misma prueba.

## Palmarés internacional
| Campeonato Mundial | Campeonato Mundial | Campeonato Mundial | Campeonato Mundial |
| Año                | Lugar              | Medalla            | Prueba             |
| ------------------ | ------------------ | ------------------ | ------------------ |
| 1970               | Östersund (Suecia) | Medalla de bronce  | Relevos            |